# 李文濱
李 文濱（り ぶんひん、光緖21年（西暦1894年または1895年） – 没年不明）は、中華民国の官僚。原名は瀚で、文濱は後の号である。また、別号に逸六もある。中国国民党の党務畑でキャリアを積み、同郷の陳群の側近と目された。陳に従い、中華民国維新政府や南京国民政府（汪兆銘政権）で要職をつとめている。

## 事績
1921年（民国10年）2月、中国国民党広東特設弁事処党務科幹事に任命される。その後、福建支部籌備員兼財政科科長、福建全省自治総指揮処上校軍需処長、中央直轄第3軍第1路中校参謀、大本営特派員、福州市貧児教養院院長、福建全省煤油特税局長、福建省党部宣伝部部長、清党委員会委員兼情報処主任、上海私立正始中学事務主任などを歴任した。
梁鴻志や陳群による華中での親日政権樹立活動に、李文濱も参与した。1938年（民国27年）3月28日に中華民国維新政府が創設された後、4月9日に李は内政部（部長：陳群）参事に任命されている。翌1939年（民国28年）2月18日、内政部総務司長に任命され、1940年（民国29年）2月15日には同部次長へ昇進した。
同年3月30日、維新政府が南京国民政府（汪兆銘政権）に合流すると、李文濱もこれに加わる。同日、内政部（部長：陳群）常務次長に任命され、翌1941年（民国30年）8月19日、同部政務次長に昇進した。1943年（民国32年）2月28日、国民政府行政院政務委員の廃止に伴い、新たに国民政府政務参賛が設置されると、李が12名の委員の1人に任命されている。同年9月、陳群が江蘇省長に移ると、李もこれに随従し、江蘇省銀行董事長兼行長兼総経理に任命された。翌1944年（民国33年）11月、陳が考試院院長に移ると、李は江蘇省銀行の各職を辞任している。
1945年（民国34年）8月の汪兆銘政権崩壊及び陳群自決後における李文濱の動向は不詳であり、漢奸として摘発されたかどうかも不明である。ただし、国共内戦後も李は大陸に留まっており、後年になって陳群に関する回顧文を公表した。